# Anoplarchus insignis
Anoplarchus insignis és una espècie de peix de la família dels estiquèids i de l'ordre dels perciformes.

## Descripció
- Fa 12 cm de llargària màxima i presenta una coloració fosca amb franges clares i fosques.
- 57-64 espines i cap radi tou a l'aleta dorsal.
- Cap espina i 40-46 radis tous a l'aleta anal.
- 62-68 vèrtebres.
- Aleta dorsal unida a la caudal, caudal arrodonida i pectorals romes.[8][9][10]

## Hàbitat i distribució geogràfica
És un peix marí, demersal (entre 1 i 30 m de fondària) i de clima temperat, el qual viu al Pacífic oriental: les àrees submareals entre roques i algues des de les illes Aleutianes fins a la Colúmbia Britànica (el Canadà) i Mendocino (el nord de Califòrnia, els Estats Units).

## Observacions
És inofensiu per als humans.